# Lloyd Glasspool
Lloyd Glasspool, né le 19 novembre 1993 à Birmingham, est un joueur de tennis britannique, professionnel depuis 2015.

## Carrière
Issu des rangs de l'université du Texas où il joue pendant trois saisons, Lloyd Glasspool a gagné le championnat NCAA en double avec le Danois Søren Hess-Olesen. Pour ses débuts chez les professionnels en 2015, il remporte deux titres à Héraklion et El-Kantaoui. En 2016, il est quart de finaliste des tournois Challenger de Bangkok, Binghamton et Lexington. Il atteint son meilleur classement un an seulement après ses premiers tournois et participe aux qualifications du tournoi de Wimbledon. Il réalise son principal résultat dans un tournoi Challenger en 2019 avec une demi-finale à Lexington. Son niveau stagne cependant pendant trois saisons et il fait ainsi le choix en 2020 de ne disputer que des tournois en double. Il atteint cette année-là cinq finales en Challenger avec Alex Lawson.
En 2021, il fait équipe avec le Finlandais Harri Heliövaara. Il remporte avec ce dernier entre 2021 et 2023 trois titres sur le circuit ATP et atteint sept autres finales. En 2021, il s'impose notamment sur l'ATP 250 de Marseille. Il termine sa saison 2022 avec un titre acquis à Hambourg et six finales disputées. Ces résultats lui permettent de finir l'année aux portes du top 10 et de se qualifier pour le Masters où il parvient en demi-finale.
En 2024, il remporte son quatrième titre avec le très expérimenté Jean-Julien Rojer puis à Tokyo avec Julian Cash.
De 2016 à 2018, Lloyd Glasspool a été en couple avec la joueuse britannique Heather Watson.

## Palmarès

### Titres en double messieurs
| No | Date       | Nom et lieu du tournoi                                | Catégorie    | Dotation    | Surface      | Partenaire        | Finalistes                     | Score              |          |
| -- | ---------- | ----------------------------------------------------- | ------------ | ----------- | ------------ | ----------------- | ------------------------------ | ------------------ | -------- |
| 1  | 08-03-2021 | Open 13 Provence Marseille                            | ATP 250      | 409 765 $   | Dur (int.)   | Harri Heliövaara  | Sander Arends David Pel        | 7-5, 7-64          | Parcours |
| 2  | 18-07-2022 | Hamburg European Open Hambourg                        | ATP 500      | 1 770 865 € | Terre (ext.) | Harri Heliövaara  | Rohan Bopanna Matwé Middelkoop | 6-2, 6-4           | Parcours |
| 3  | 01-01-2023 | Adelaide International 1 Adélaïde                     | ATP 250      | 642 735 $   | Dur (ext.)   | Harri Heliövaara  | Jamie Murray Michael Venus     | 6-3, 7-63          | Parcours |
| 4  | 31-12-2023 | Brisbane International presented by Evie Brisbane     | ATP 250      | 661 585 $   | Dur (ext.)   | Jean-Julien Rojer | Kevin Krawietz Tim Pütz        | 7-63, 5-7, [12-10] | Parcours |
| 5  | 25-09-2024 | Kinoshita Group Japan Open Tennis Championships Tokyo | ATP 500      | 1 818 380 $ | Dur (ext.)   | Julian Cash       | Ariel Behar Robert Galloway    | 6-4, 4-6, [12-10]  | Parcours |
| 6  | 30-12-2024 | Brisbane International presented by Evie Brisbane     | ATP 250      | 680 140 $   | Dur (ext.)   | Julian Cash       | Jiří Lehečka Jakub Menšík      | 6-3, 62-7, [10-6]  | Parcours |
| 7  | 17-02-2025 | Qatar ExxonMobil Open Doha                            | ATP 500      | 2 760 000 $ | Dur (ext.)   | Julian Cash       | Joe Salisbury Neal Skupski     | 6-3, 6-2           | Parcours |
| 8  | 16-06-2025 | HSBC Championships Londres                            | ATP 500      | 2 522 220 € | Gazon (ext.) | Julian Cash       | Nikola Mektić Michael Venus    | 6-3, 65-7, [10-6]  | Parcours |
| 9  | 23-06-2025 | Lexus Eastbourne Open Eastbourne                      | ATP 250      | 756 875 €   | Gazon (ext.) | Julian Cash       | Ariel Behar Joran Vliegen      | 6-4, 7-65          | Parcours |
| 10 | 03-07-2025 | The Championships Wimbledon                           | G. Chelem    | NC £        | Gazon (ext.) | Julian Cash       | Rinky Hijikata David Pel       | 6-2, 7-63          | Parcours |
| 11 | 27-07-2025 | National Bank Open presented by Rogers Toronto        | Masters 1000 | 9 193 540 $ | Dur (ext.)   | Julian Cash       | Joe Salisbury Neal Skupski     | 6-3, 65-7, [13-11] | Parcours |

### Finales en double messieurs
| No | Date       | Nom et lieu du tournoi                     | Catégorie    | Dotation    | Surface      | Vainqueurs                          | Partenaire        | Score              |          |
| -- | ---------- | ------------------------------------------ | ------------ | ----------- | ------------ | ----------------------------------- | ----------------- | ------------------ | -------- |
| 1  | 31-01-2022 | Open Sud de France Montpellier             | ATP 250      | 427 645 €   | Dur (int.)   | Nicolas Mahut Pierre-Hugues Herbert | Harri Heliövaara  | 4-6, 7-63, [12-10] | Parcours |
| 2  | 07-02-2022 | Dallas Open Dallas                         | ATP 250      | 708 530 $   | Dur (int.)   | Marcelo Arévalo Jean-Julien Rojer   | Harri Heliövaara  | 7-64, 6-4          | Parcours |
| 3  | 13-06-2022 | Cinch Championships Londres                | ATP 500      | 2 134 520 € | Gazon (ext.) | Nikola Mektić Mate Pavić            | Harri Heliövaara  | 3-6, 7-63, [10-6]  | Parcours |
| 4  | 25-07-2022 | Plava Laguna Croatia Open Umag Umag        | ATP 250      | 534 555 €   | Terre (ext.) | Simone Bolelli Fabio Fognini        | Harri Heliövaara  | 5-7, 7-66, [10-7]  | Parcours |
| 5  | 19-09-2022 | Moselle Open Metz                          | ATP 250      | 534 555 €   | Dur (int.)   | Hugo Nys Jan Zieliński              | Harri Heliövaara  | 7-65, 6-4          | Parcours |
| 6  | 17-10-2022 | Stockholm Open Stockholm                   | ATP 250      | 648 130 €   | Dur (int.)   | Marcelo Arévalo Jean-Julien Rojer   | Harri Heliövaara  | 6-3, 6-3           | Parcours |
| 7  | 27-02-2023 | Dubai Duty Free Tennis Championships Dubaï | ATP 500      | 2 855 495 $ | Dur (ext.)   | Maxime Cressy Fabrice Martin        | Harri Heliövaara  | 7-62, 6-4          | Parcours |
| 8  | 20-08-2023 | Winston-Salem Open Winston-Salem           | ATP 250      | 760 930 $   | Dur (ext.)   | Nathaniel Lammons Jackson Withrow   | Neal Skupski      | 6-3, 6-4           | Parcours |
| 9  | 19-05-2024 | Gonet Geneva Open Genève                   | ATP 250      | 579 320 €   | Terre (ext.) | Marcelo Arévalo Mate Pavić          | Jean-Julien Rojer | 7-62, 7-5          | Parcours |
| 10 | 28-10-2024 | Rolex Paris Masters Paris                  | Masters 1000 | 5 950 575 € | Dur (int.)   | Wesley Koolhof Nikola Mektić        | Adam Pavlásek     | 3-6, 6-3, [10-5]   | Parcours |
| 11 | 19-03-2025 | Miami Open presented by Itaú Miami         | Masters 1000 | 9 193 540 $ | Dur (ext.)   | Marcelo Arévalo Mate Pavić          | Julian Cash       | 7-63, 6-3          | Parcours |
| 12 | 06-04-2025 | Rolex Monte-Carlo Masters Monte-Carlo      | Masters 1000 | 6 128 940 € | Terre (ext.) | Romain Arneodo Manuel Guinard       | Julian Cash       | 1-6, 7-68, [10-8]  | Parcours |
| 13 | 09-06-2025 | Libéma Open Bois-le-Duc                    | ATP 250      | 706 850 €   | Gazon (ext.) | Matthew Ebden Jordan Thompson       | Julian Cash       | 6-4, 3-6, [10-7]   | Parcours |

## Parcours dans les tournois duGrand Chelem

### En double messieurs
| Année | Open d'Australie                                                                    | Open d'Australie                                                                      | Internationaux de France                                                         | Internationaux de France                                                              | Wimbledon                                                                    | Wimbledon                                                                         | US Open | US Open |
| ----- | ----------------------------------------------------------------------------------- | ------------------------------------------------------------------------------------- | -------------------------------------------------------------------------------- | ------------------------------------------------------------------------------------- | ---------------------------------------------------------------------------- | --------------------------------------------------------------------------------- | ------- | ------- |
| 2016  | —                                                                                   | —                                                                                     | —                                                                                | —                                                                                     | 1er tour (1/32) D. Evans \|\| style="text-align:left;" \| M. Jaziri L. Rosol | —                                                                                 | —       |         |
|       |                                                                                     |                                                                                       |                                                                                  |                                                                                       |                                                                              |                                                                                   |         |         |
| 2019  | —                                                                                   | —                                                                                     | —                                                                                | —                                                                                     | 1er tour (1/32) D. Evans \|\| style="text-align:left;" \| L. Mayer J. Sousa  | —                                                                                 | —       |         |
|       |                                                                                     |                                                                                       |                                                                                  |                                                                                       |                                                                              |                                                                                   |         |         |
| 2021  | —                                                                                   | —                                                                                     | —                                                                                | —                                                                                     | 1/8 de finale H. Heliövaara \|\| Forfait                                     | 1er tour (1/32) D. Evans \|\| style="text-align:left;" \| M. Daniell M. Demoliner |         |         |
| 2022  | 2e tour (1/16) H. Heliövaara \|\| style="text-align:left;" \| J. Murray B. Soares   | 1/4 de finale H. Heliövaara \|\| style="text-align:left;" \| R. Bopanna M. Middelkoop | 1/8 de finale H. Heliövaara \|\| style="text-align:left;" \| N. Mektić M. Pavić  | 1/4 de finale H. Heliövaara \|\| style="text-align:left;" \| J. S. Cabal R. Farah     |                                                                              |                                                                                   |         |         |
| 2023  | 2e tour (1/16) H. Heliövaara \|\| style="text-align:left;" \| R. Hijikata J. Kubler | 1/8 de finale H. Heliövaara \|\| style="text-align:left;" \| M. Middelkoop A. Mies    | 2e tour (1/16) N. Mahut \|\| style="text-align:left;" \| David Pel R. Stalder    | 2e tour (1/16) H. Heliövaara \|\| style="text-align:left;" \| R. Galloway A. Olivetti |                                                                              |                                                                                   |         |         |
| 2024  | 1/8 de finale J.-J. Rojer \|\| style="text-align:left;" \| Hugo Nys J. Zieliński    | 1er tour (1/32) J.-J. Rojer \|\| style="text-align:left;" \| M. González A. Molteni   | 1/8 de finale J.-J. Rojer \|\| style="text-align:left;" \| C. Frantzen H. Jebens | 2e tour (1/16) R. Hijikata \|\| style="text-align:left;" \| R. Ram J. Salisbury       |                                                                              |                                                                                   |         |         |
| 2025  | 1/4 de finale J. Cash \|\| style="text-align:left;" \| K. Krawietz T. Pütz          | 1/8 de finale J. Cash \|\| style="text-align:left;" \| S. Arends L. Johnson           | Victoire J. Cash                                                                 | R. Hijikata D. Pel                                                                    |                                                                              |                                                                                   |         |         |

N.B. : le nom du partenaire se trouve sous le résultat ; les noms des ultimes adversaires se trouvent à droite.

### En double mixte
| Année | Open d'Australie                                                                     | Open d'Australie                                                            | Internationaux de France                                                            | Internationaux de France                                                             | Wimbledon                                                                          | Wimbledon | US Open | US Open |
| ----- | ------------------------------------------------------------------------------------ | --------------------------------------------------------------------------- | ----------------------------------------------------------------------------------- | ------------------------------------------------------------------------------------ | ---------------------------------------------------------------------------------- | --------- | ------- | ------- |
| 2021  | —                                                                                    | —                                                                           | —                                                                                   | —                                                                                    | 1er tour (1/32) J. Burrage \|\| Forfait                                            | —         | —       |         |
| 2022  | —                                                                                    | —                                                                           | 1er tour (1/16) A. Muhammad \|\| style="text-align:left;" \| A. Klepač R. Bopanna   | —                                                                                    | —                                                                                  | —         | —       |         |
| 2023  | —                                                                                    | —                                                                           | 1/4 de finale A. Muhammad \|\| style="text-align:left;" \| G. Dabrowski N. Lammons  | 1er tour (1/16) J. Burrage \|\| style="text-align:left;" \| E. Shibahara J.-J. Rojer | 1er tour (1/16) C. Hao-ching \|\| style="text-align:left;" \| E. Perez J.-J. Rojer |           |         |         |
| 2024  | 2e tour (1/8) V. Kudermetova \|\| style="text-align:left;" \| D. Krawczyk N. Skupski | —                                                                           | —                                                                                   | —                                                                                    | —                                                                                  | —         | —       |         |
| 2025  | 2e tour (1/16) A. Panova \|\| Forfait                                                | 1/4 de finale G. Olmos \|\| style="text-align:left;" \| Zhang S. M. Arévalo | 1er tour (1/16) G. Olmos \|\| style="text-align:left;" \| I. Khromacheva J. Withrow | —                                                                                    | —                                                                                  |           |         |         |

N.B. : le nom de la partenaire se trouve sous le résultat ; les noms des ultimes adversaires se trouvent à droite.

## Participation auMasters

### En double
| Année | Ville | Surface    | Partenaire       | Résultats | Résultat final |
| ----- | ----- | ---------- | ---------------- | --------- | -------------- |
| 2022  | Turin | Dur (int.) | Harri Heliövaara | 2v, 2d    | Demi-finale    |

## Classements ATP en fin de saison
| Année          | 2011 | 2012 | 2013 | 2014 | 2015 | 2016 | 2017 | 2018 | 2019 | 2020 | 2021 | 2022 | 2023 | 2024 |
| Rang en simple | 1627 | 1655 | 1108 | 1714 | 556  | 333  | 416  | 445  | 408  | 477  | 691  | –    | –    | –    |
| Rang en double | –    | –    | –    | –    | 427  | 332  | 853  | 1538 | 256  | 152  | 80   | 12   | 31   | 23   |

Source : (en) Classements de Lloyd Glasspool sur le site officiel de la Fédération internationale de tennis